# Annedal, Stockholm
För andra betydelser, se Annedal.

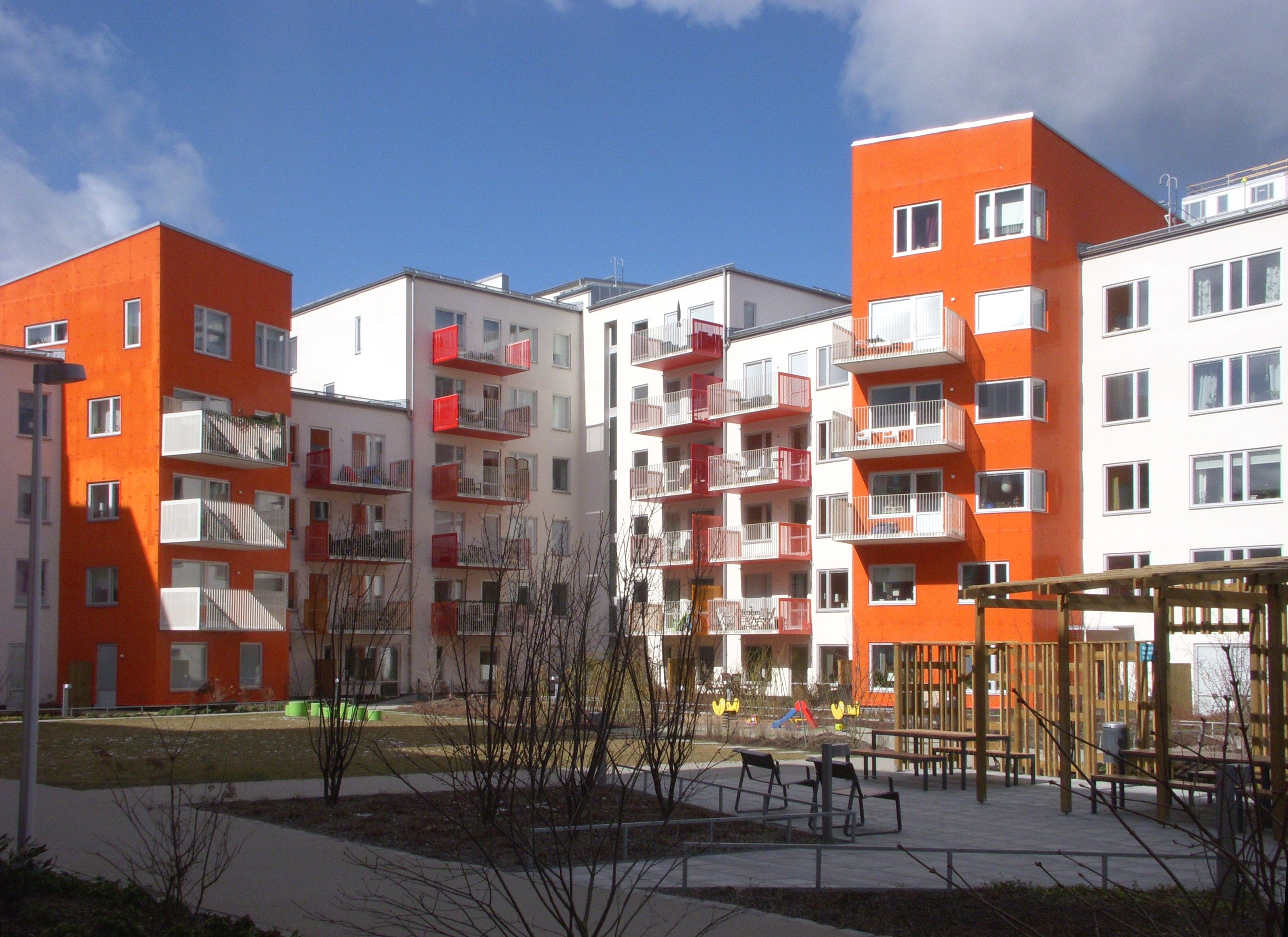
Innergård vid Pippi Långstrumps gata. Arkitekt: Tovatt Architects & Planners

Annedal är ett område i stadsdelen Mariehäll i Västerort inom Stockholms kommun. Det är beläget vid Bällstaån. Ett kort stycke västerut på andra sidan Ulvsundavägen (länsväg 279) ligger Solvalla travbana. Namnet Annedal kommer från en tomt vid Bällstaån, som på 1880-talet ägdes av en Anna Augusta Wickman-Olsson.

## Beskrivning
Genom området gick den numera upprivna Sundbybergs Norra-Ulvsundasjöns järnväg som huvudsakligen användes för industriändamål. Området ingick ett större stadsutvecklingsprojekt för Bromma. Den första detaljplanen för bebyggelsen i kvarteren Kattresan och  Dorabella längs med Bällstaån upprättades år 2006 och vann laga kraft i februari 2008. Därefter följde detaljplaner för bland annat kvarteren Mattisborgen, Kulla-Gulla, Lasse Liten, Skalman, Kusin Vitamin, Tant Brun, Tant Grön och Tant Gredelin. Kvartersnamnen inspirerades av svenska barnböcker.
Den nya stadsdelen bebyggdes under åren 2008 till 2013 med omkring 2 000 bostadslägenheter. Annedal har markanvisats till totalt 19 byggherrar, stora som små, och det blev såväl hyresrätter som bostadsrätter och radhus. De första boende i området kunde flytta in i februari 2011, till Svenska Bostäders kvarter vid Pippi Långstrumps gata samt Annedalsvägen. Den 28 oktober 2008 undertecknade kommunerna Stockholm och Sundbyberg samt Stockholms Byggmästareförening en avsiktsförklaring avseende 2012 års bostadsutställning, Annedal 2012.
- Fastigheten Baltic 23 vid Annedalsvägen 41-45 uppfördes 2011 efter ritningar av Kjellander & Sjöberg arkitekter, byggnaderna nominerades till Årets Stockholmsbyggnad 2012.
- Fastigheten Mattisborgen 2 vid Pippi Långstrumps gata 37-39 uppfördes 2012 efter ritningar av arkitektkontoret Joliark, byggnaden nominerades till Årets Stockholmsbyggnad 2013[4]

### Bilder från området (urval)

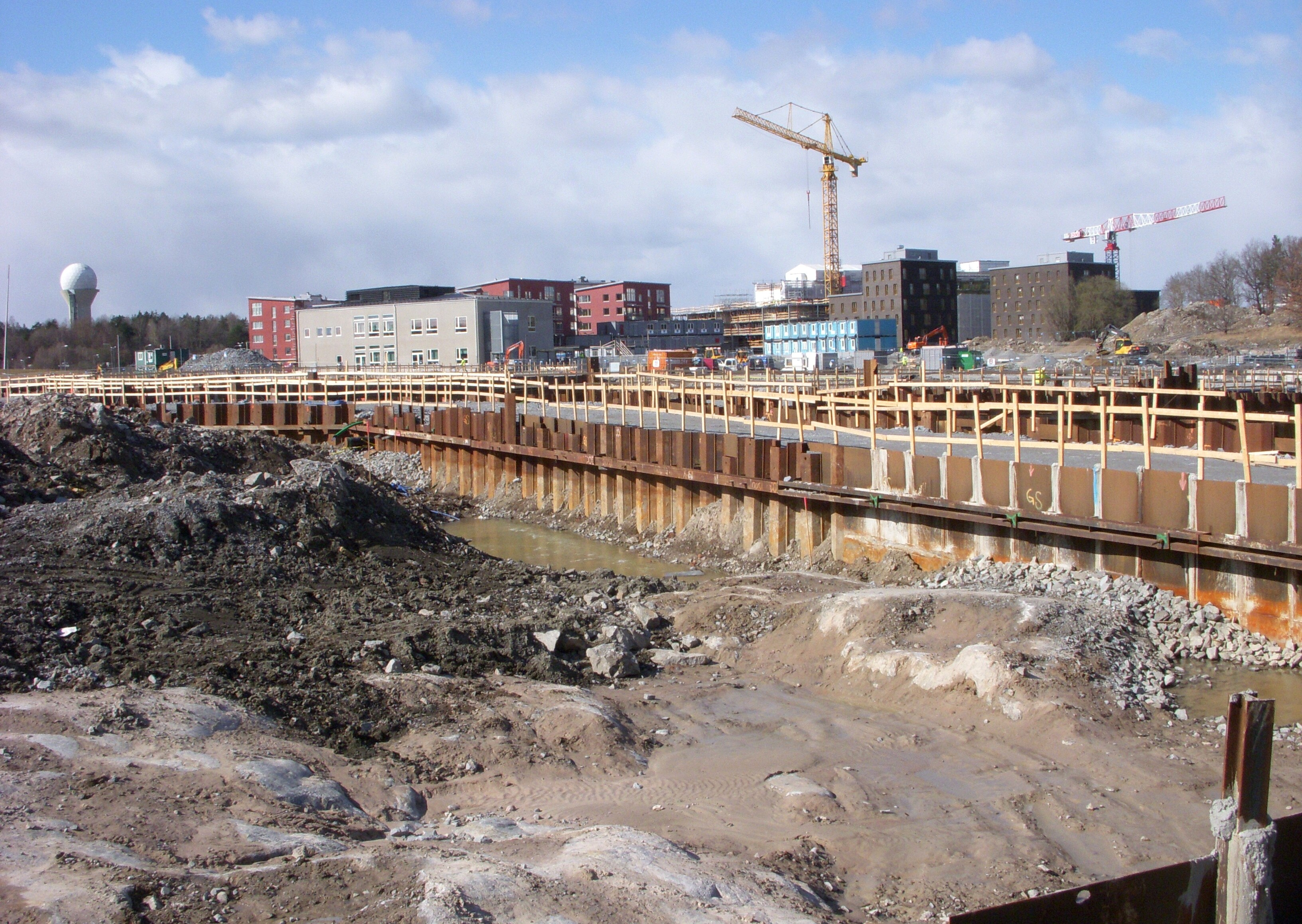
Området under byggnad, april 2012
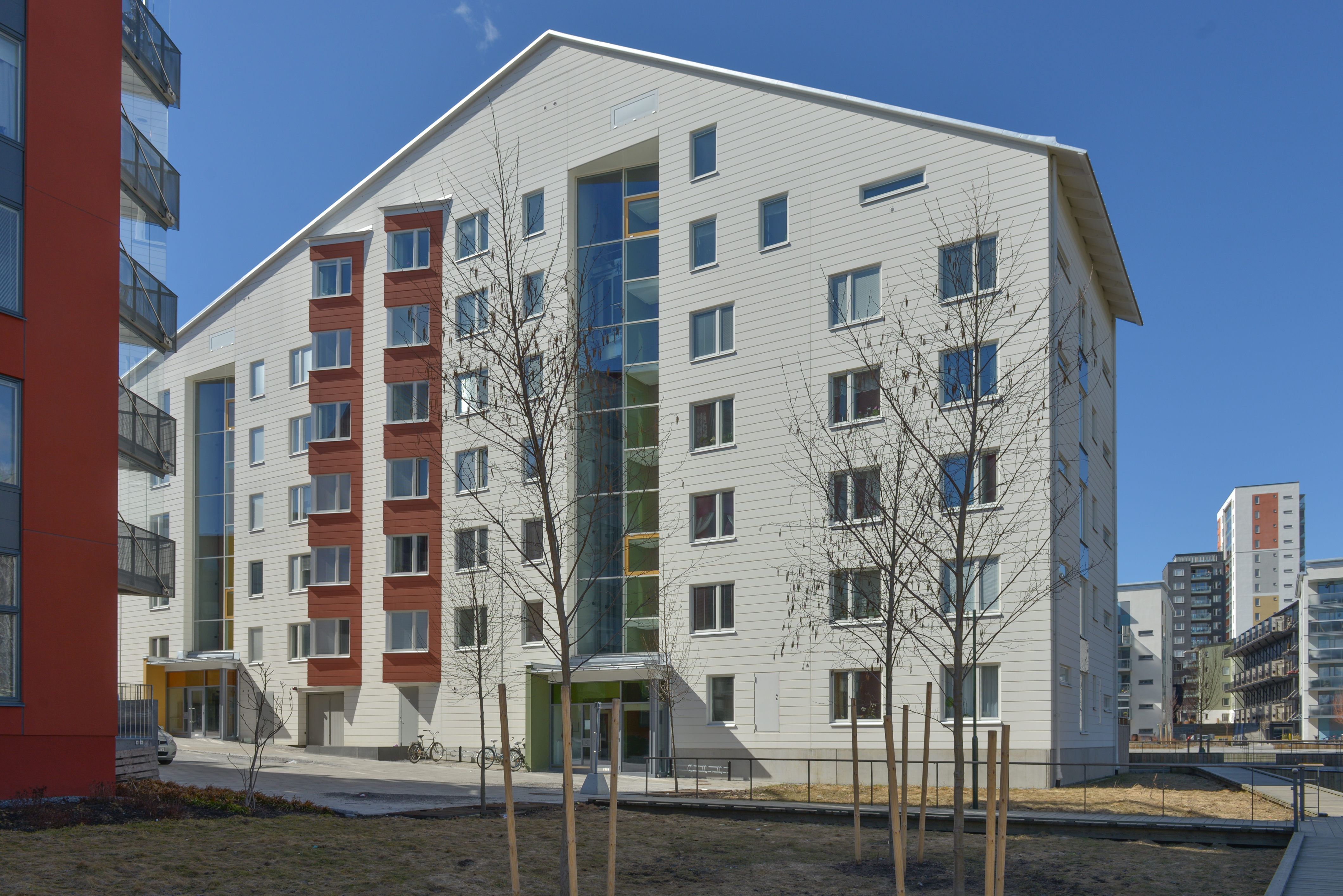
Annedal, april 2013
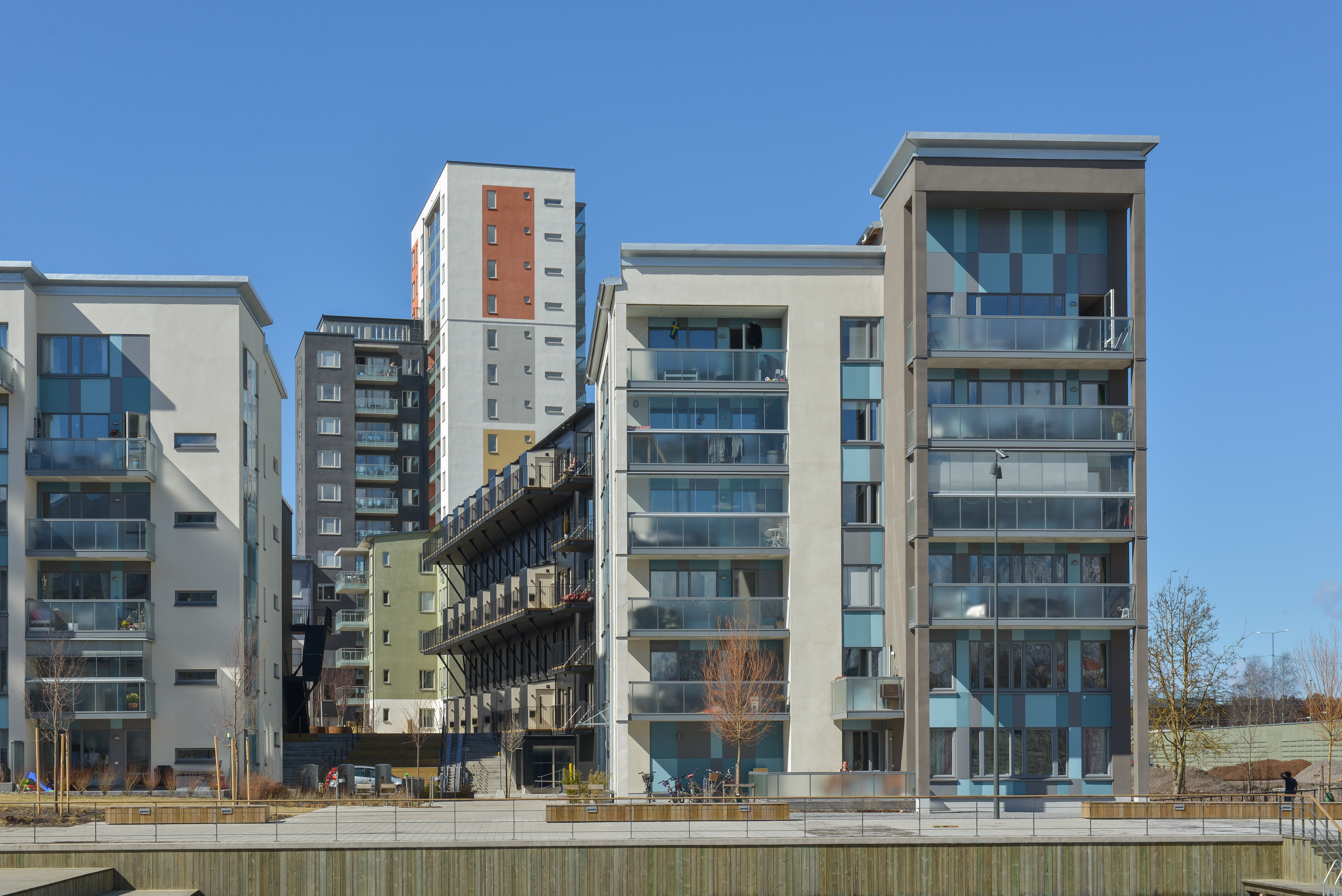
Annedal, april 2013
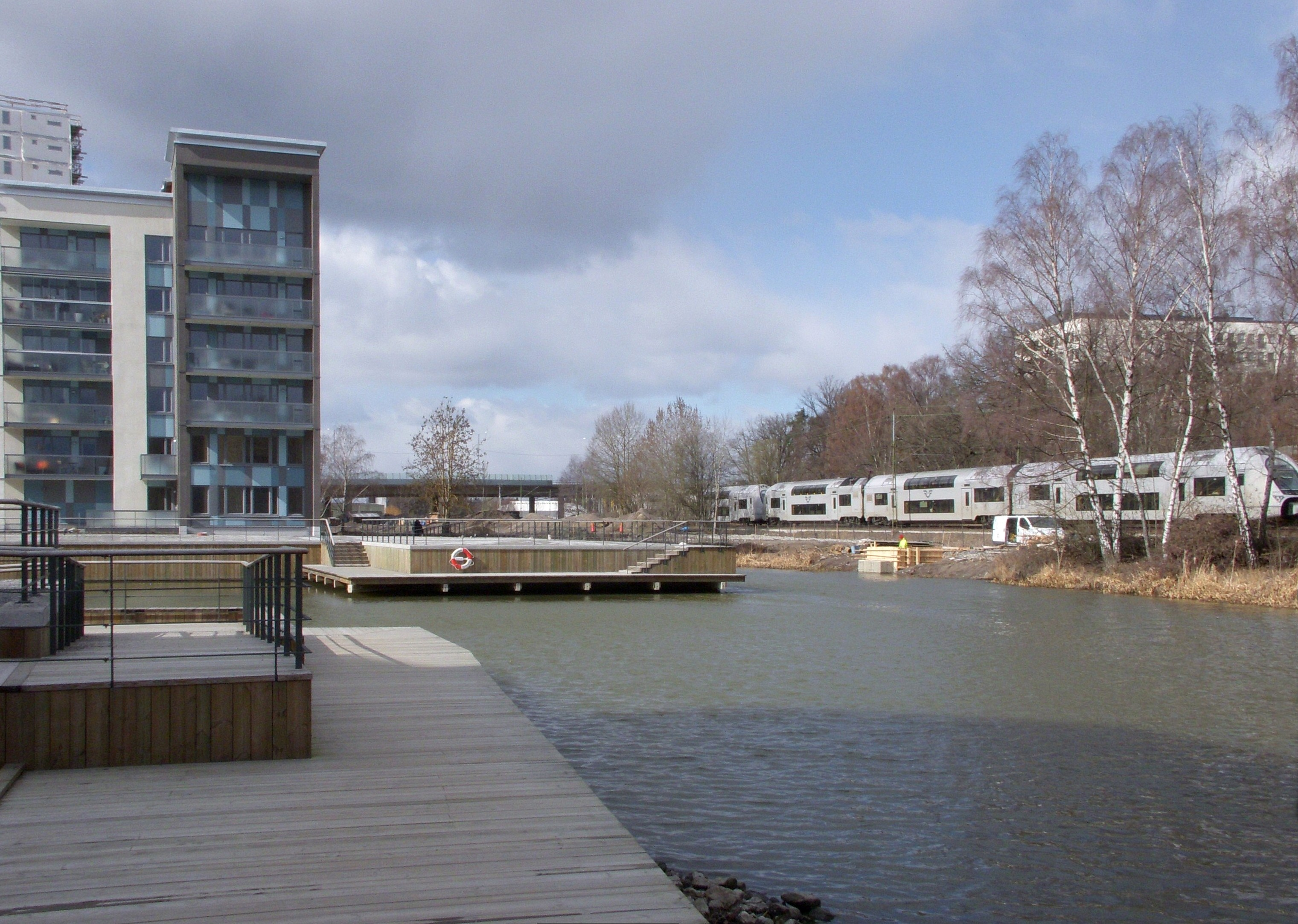
Vid Bällstaån
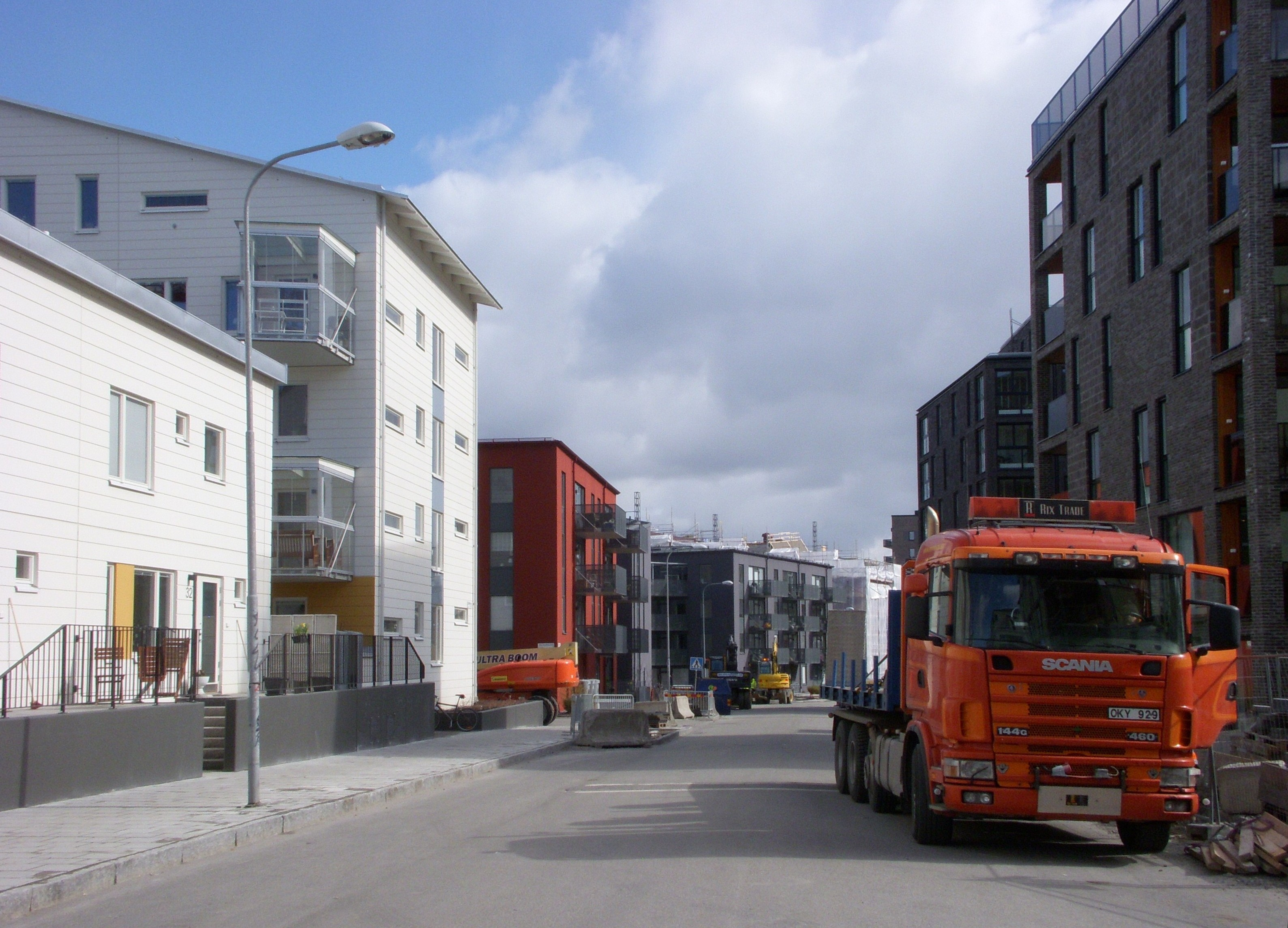
På Annedalsvägen
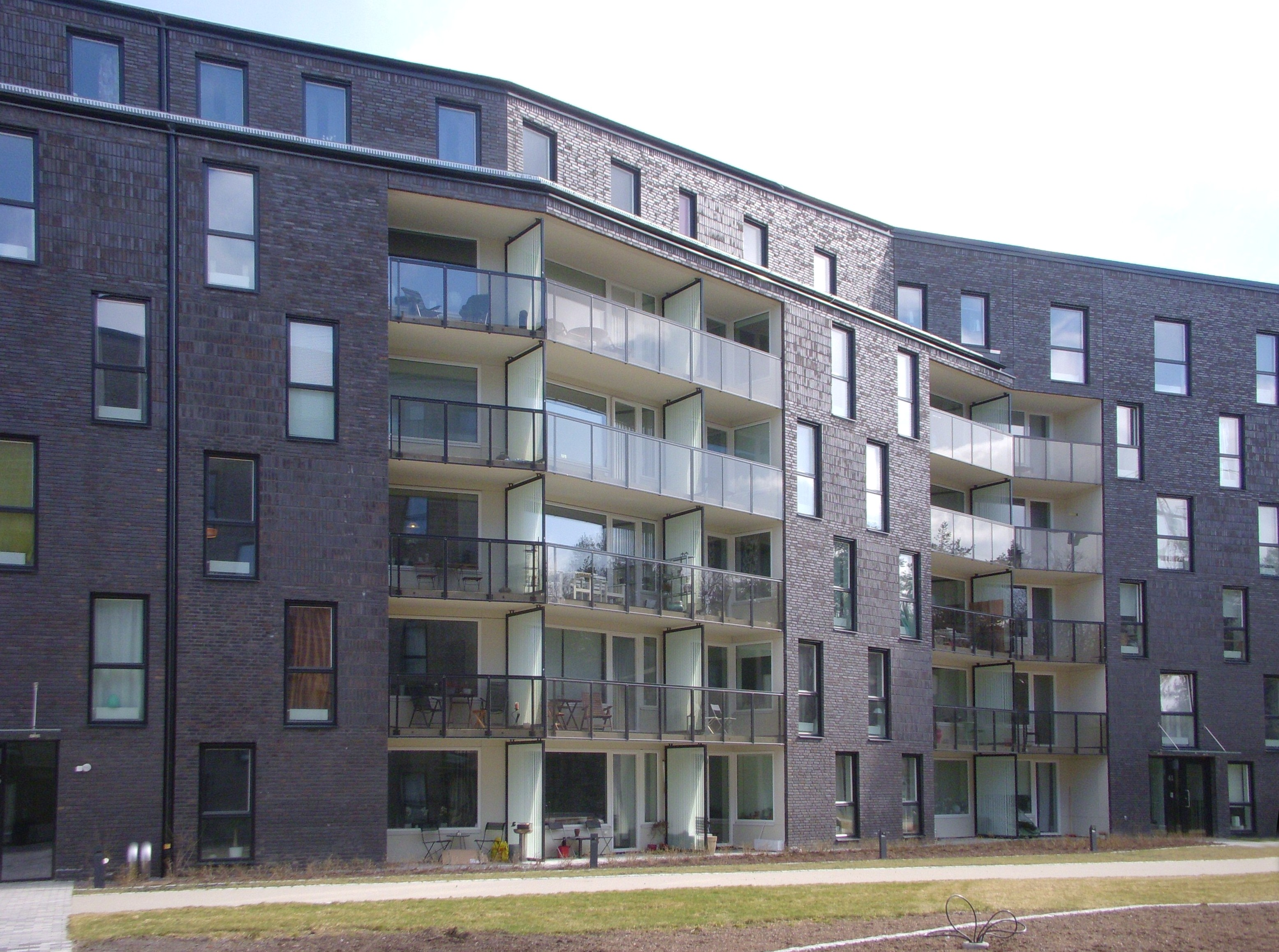
Fastigheten Baltic 23, Annedalsvägen 41-45
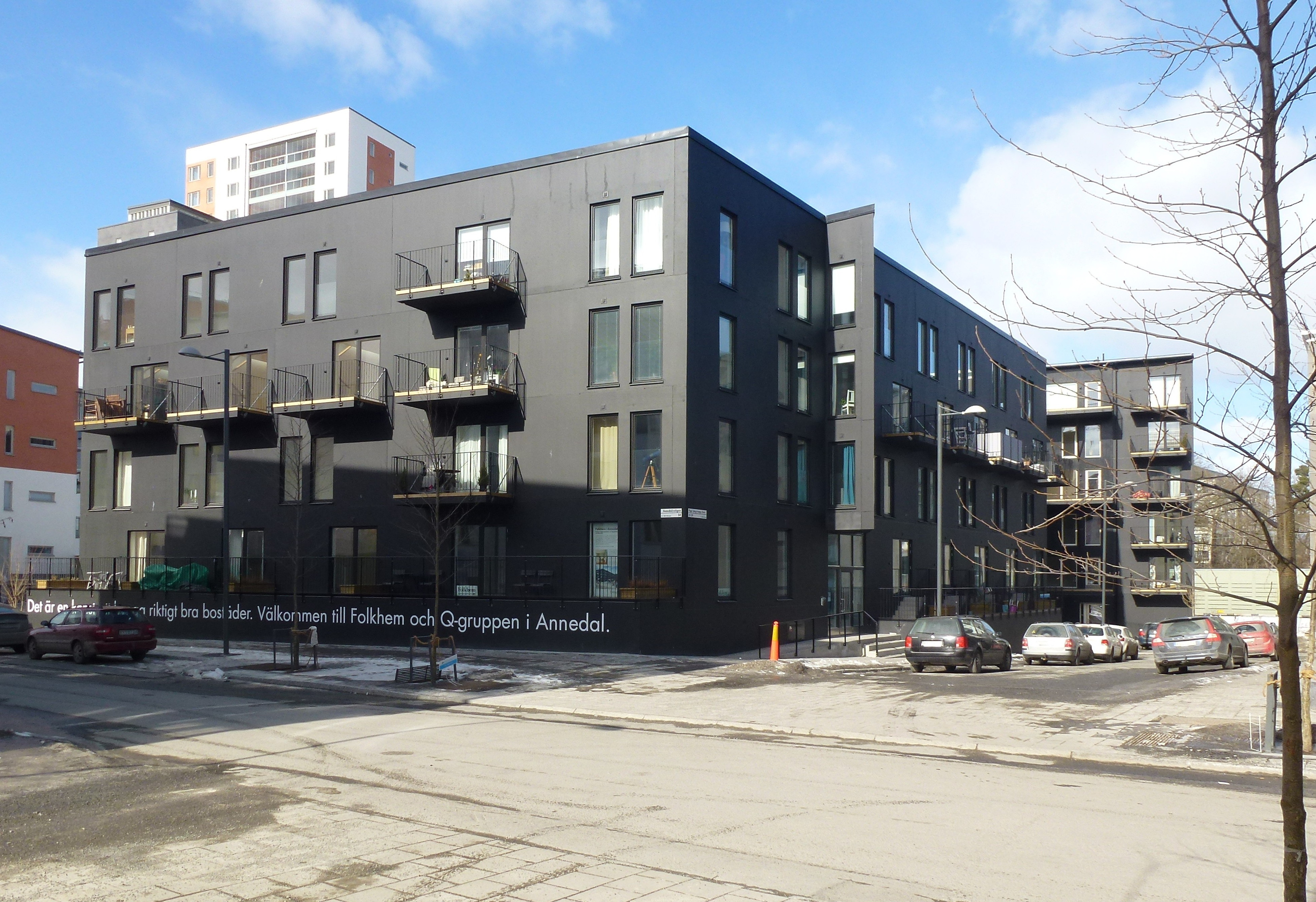
Mattisborgen 2, arkitekt Joliark
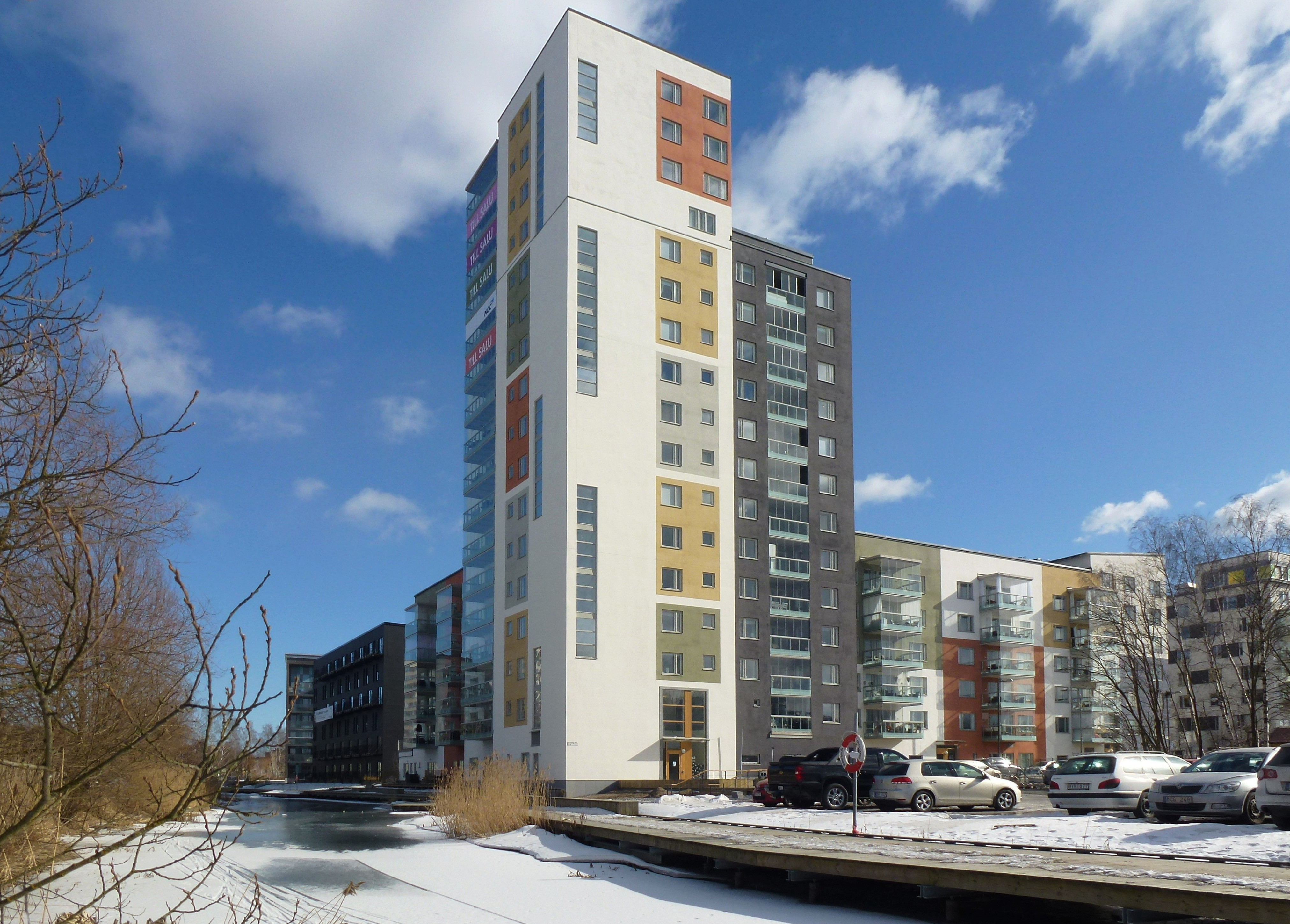
Mattisborgen 1, arkitekt Brunnberg & Forshed
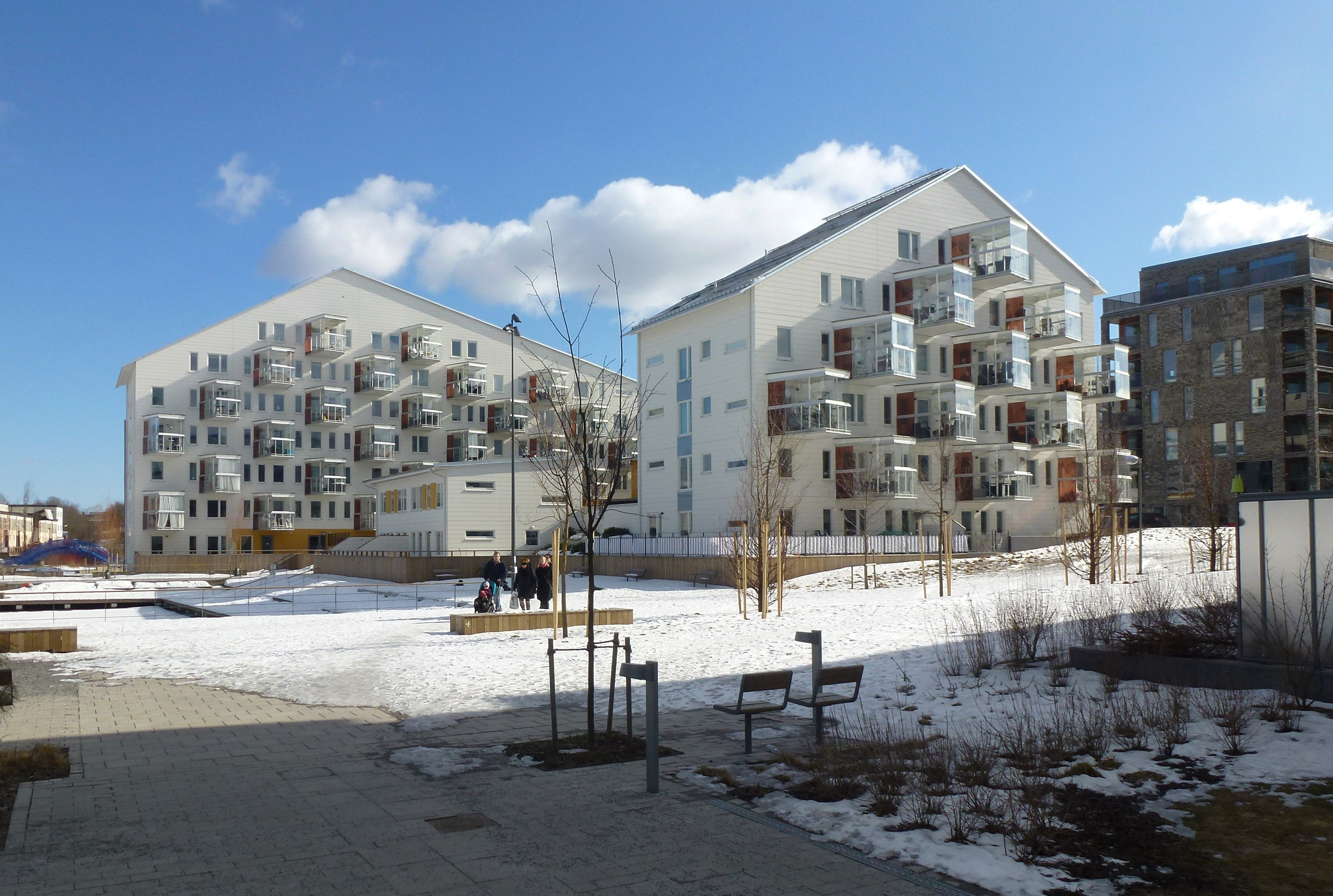
Bostadsrättsföreningen "Båtsman", White arkitekter
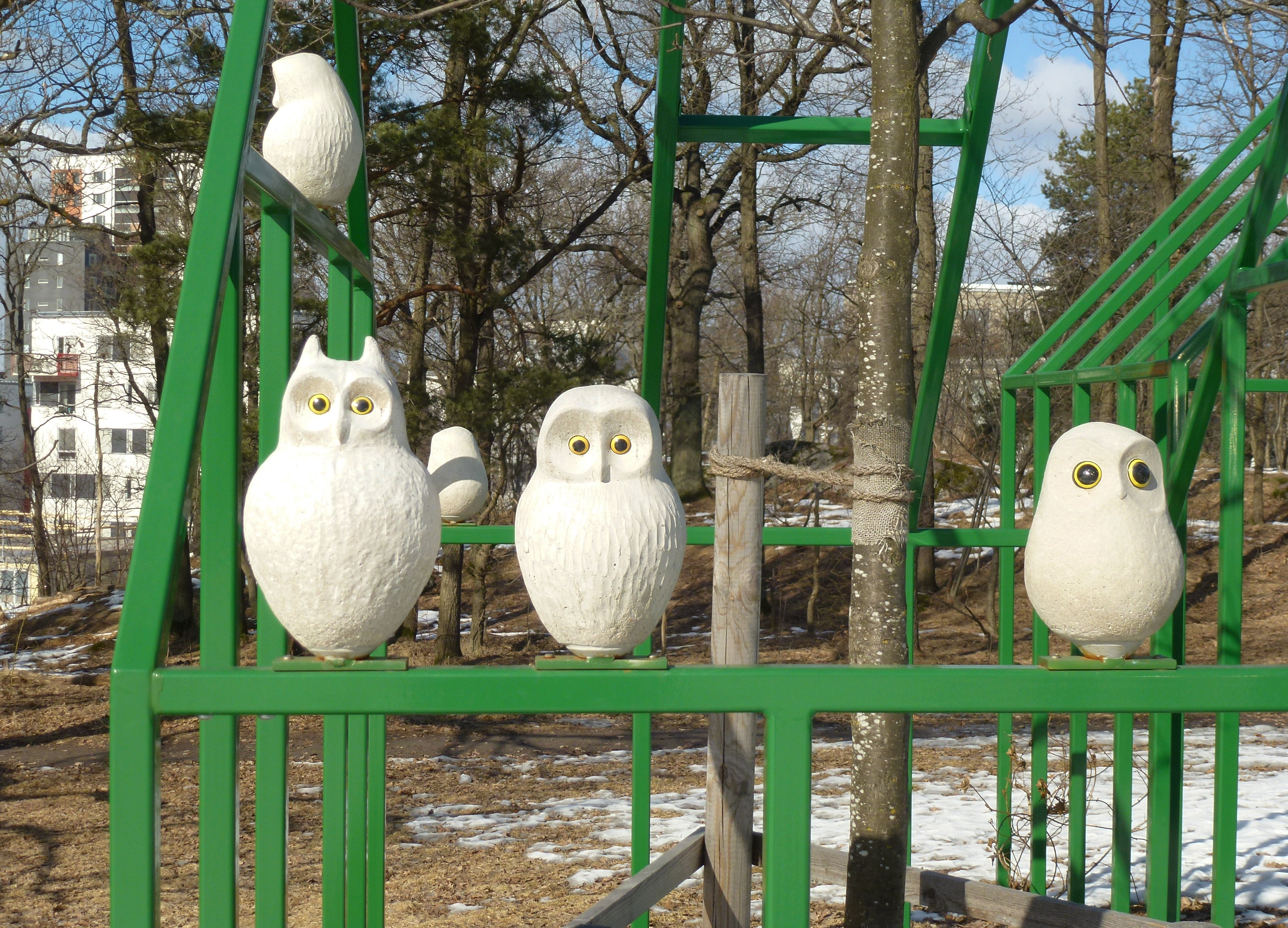
"Ugglornas plats" konstverk av Anna Strid i Annedalsparken

## Bomässan Annedal 2012
Annedal 2012 var en bostadsmässa i Annedal som ägde rum mellan den 16 och 26 augusti 2012. Onsdagen den 22 augusti invigdes bomässan och det nya bostadsområdet officiellt genom besök av bostadsministern Stefan Attefall, Stockholms finansborgarråd Sten Nordin och Sundbybergs kommunalråd Jonas Nygren. Utställningens motto var "Hållbara bostäder - för morgondagens krav".

### Bilder från bomässan

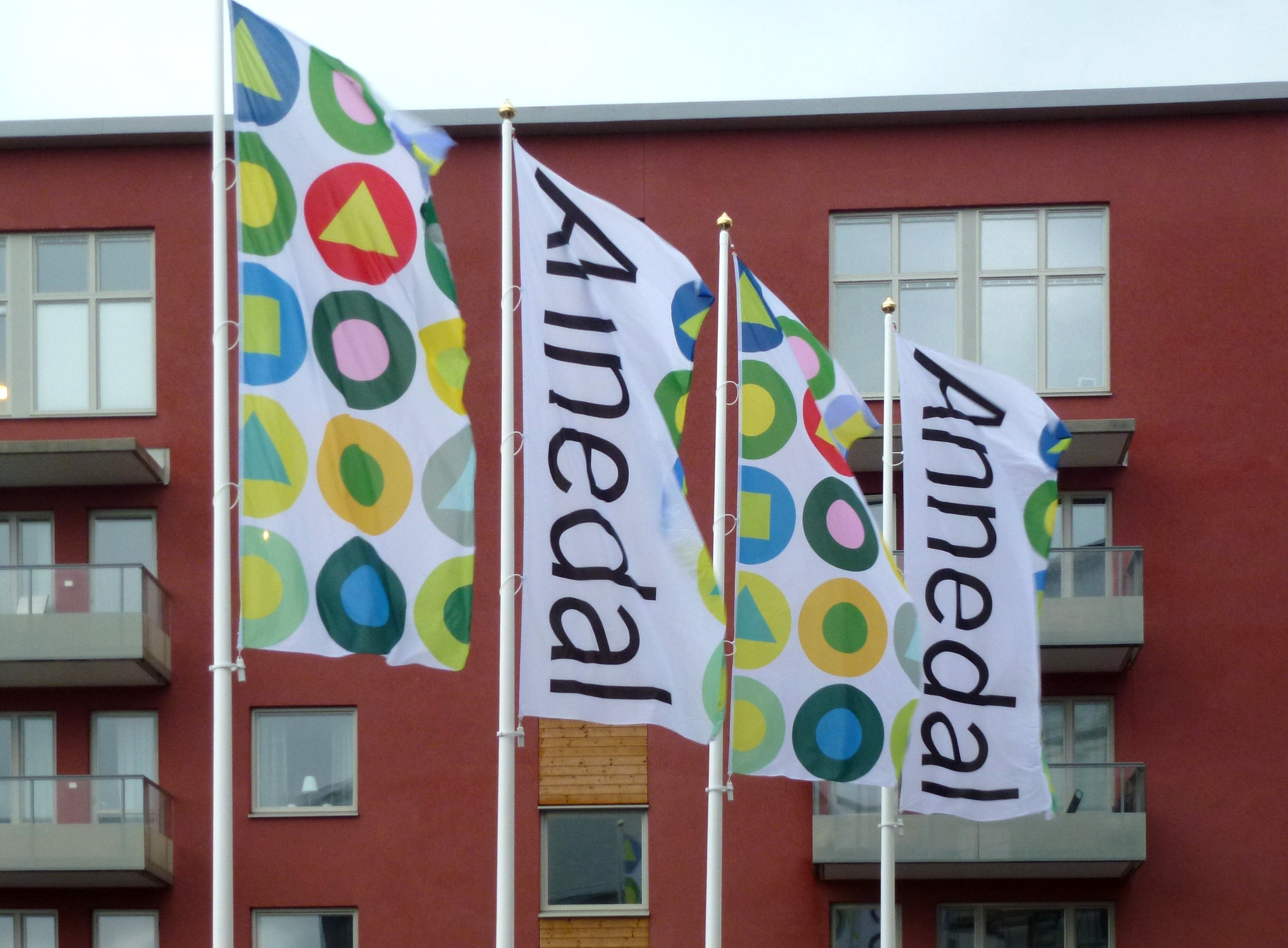
Flaggspel
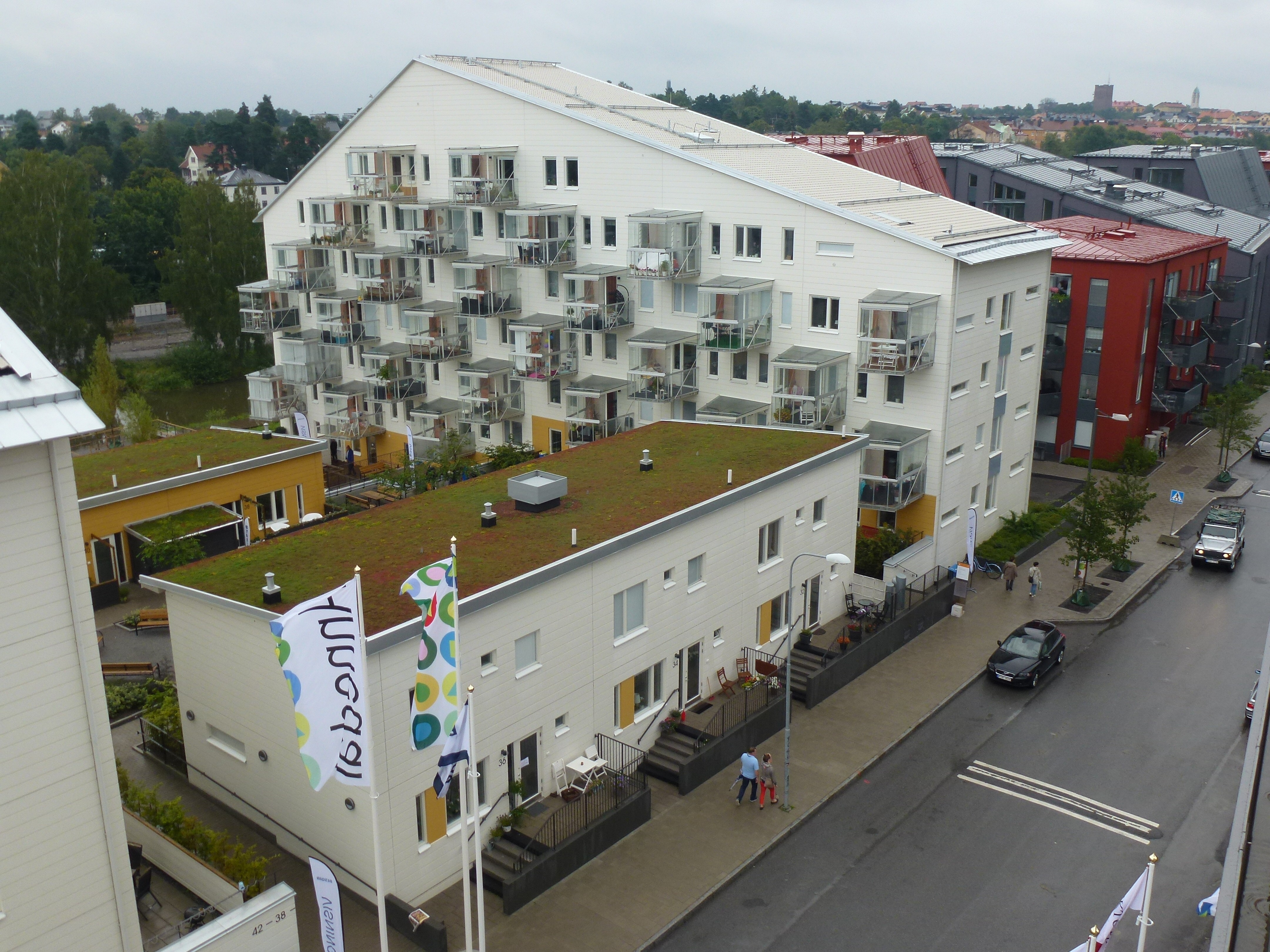
Brf Båtsman, White arkitekter
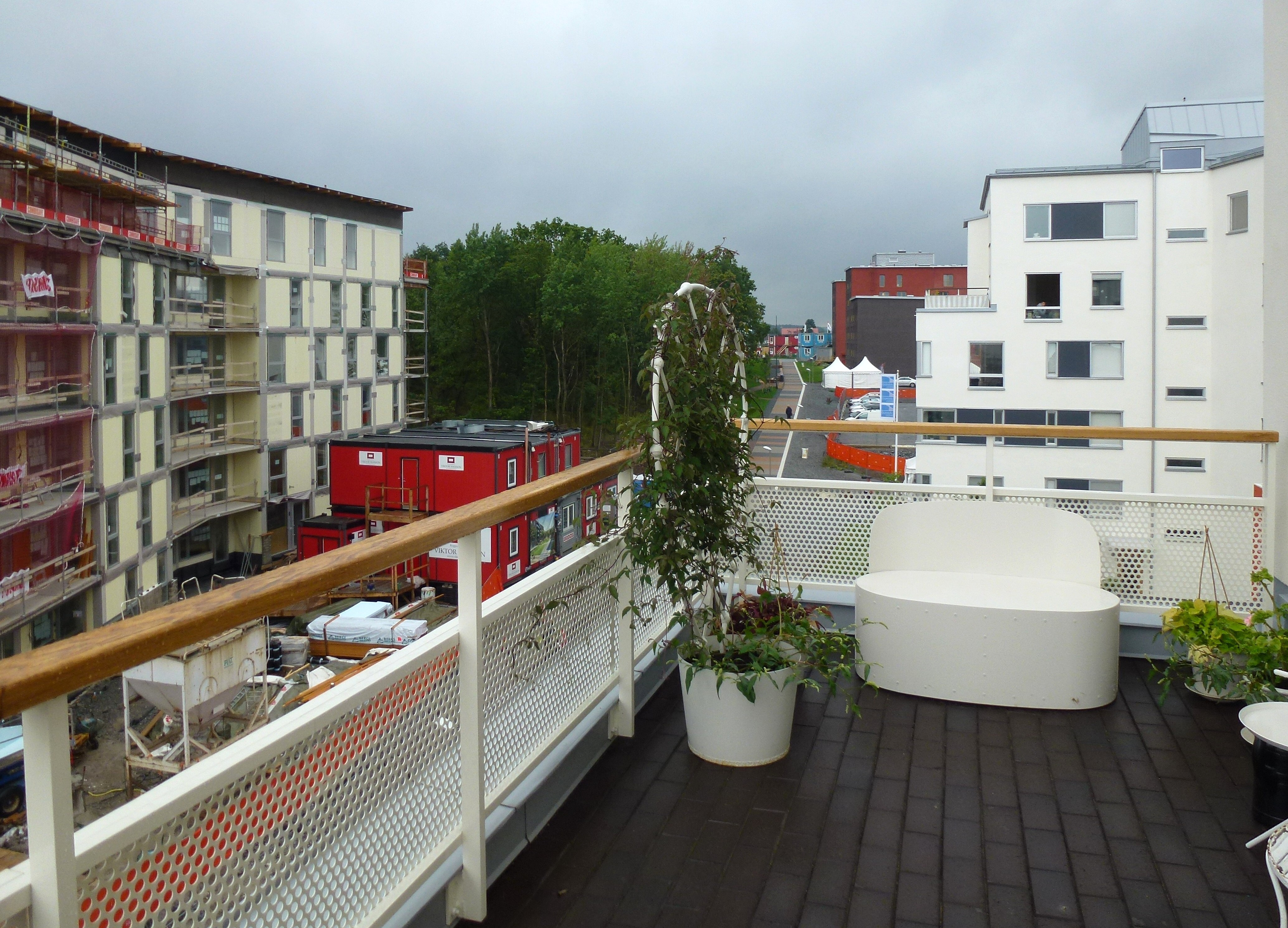
Terrass, Pippi Långstrumps gata
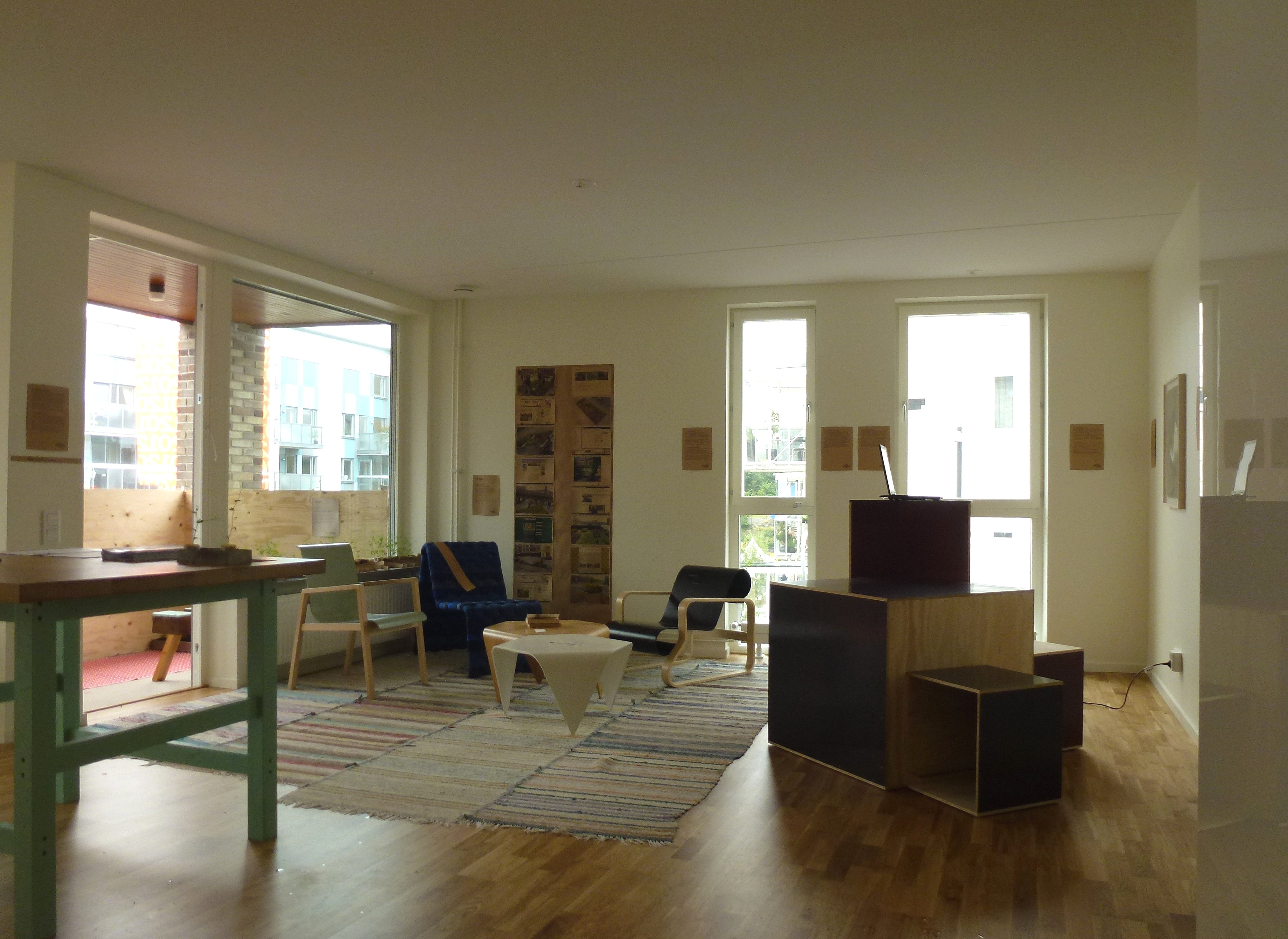
Vardagsrummet i en visningslägenhet
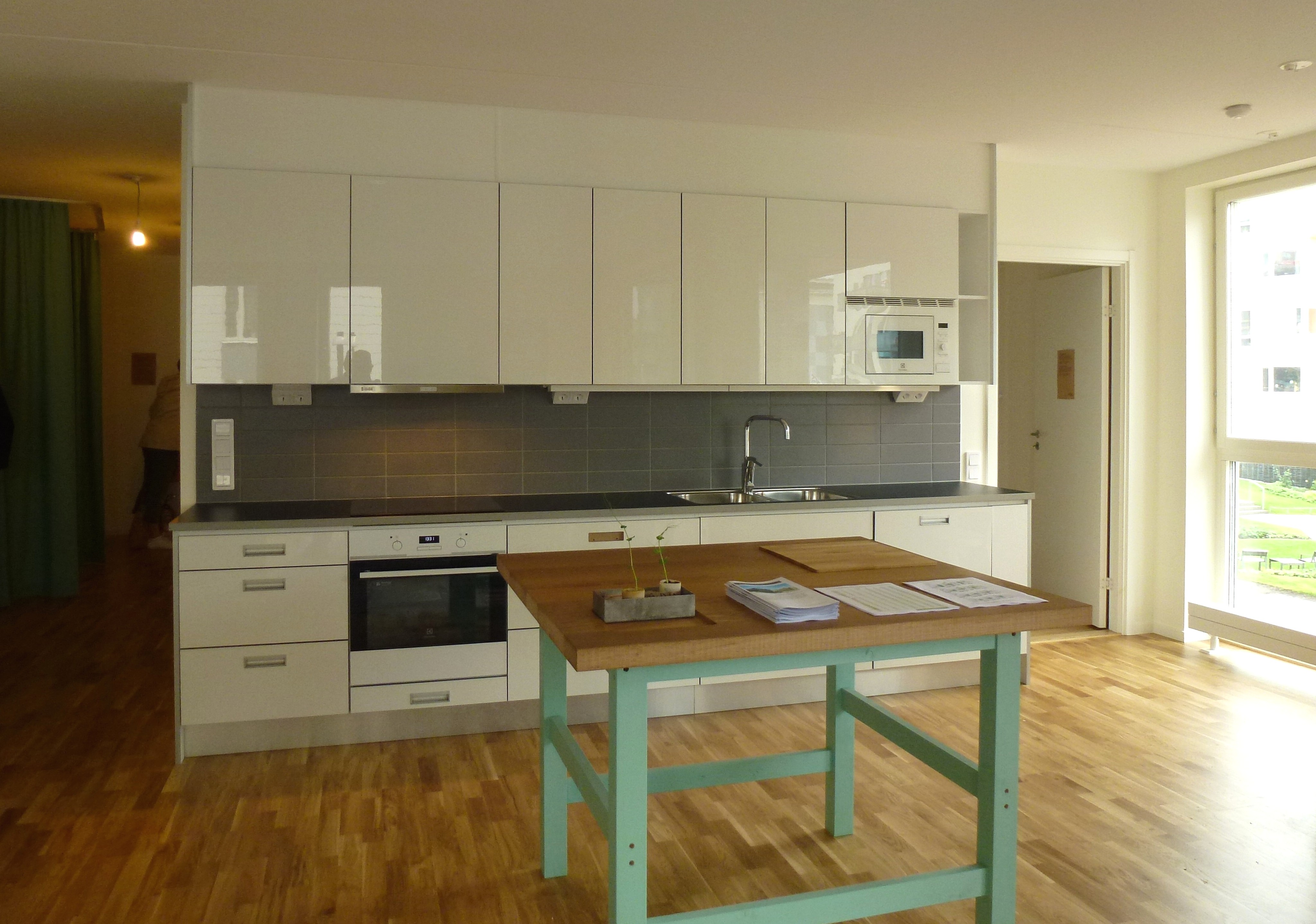
Köket i en visningslägenhet